# Torneo de Québec City 2015
El Bell Challenge 2015 es un torneo de tenis jugado en pistas indoor de moqueta. Es la 23.ª edición del Bell Challenge, y forma parte de los torneos internacionales WTA. Se llevará a cabo en Quebec, Canadá, del 14 de septiembre al 20 de septiembre de 2015.

## Cabeza de serie

### Individual
| Tenista              | Ranking | Preclasificada |
| Madison Keys         | 19      | 1              |
| Mirjana Lučić-Baroni | 48      | 2              |
| Mona Barthel         | 53      | 3              |
| Lucie Hradecká       | 56      | 4              |
| Annika Beck          | 62      | 5              |
| Tatjana Maria        | 66      | 6              |
| Evgeniya Rodina      | 94      | 7              |
| An-Sophie Mestach    | 102     | 8              |

- Ranking del 31 de agosto de 2015

### Dobles
| Tenista                           | Ranking | Preclasificada |
| Lyudmyla Kichenok Nadiia Kichenok | 130     | 1              |
| Tatjana Maria Anna Tatishvili     | 173     | 2              |
| María Irigoyen Paula Kania        | 173     | 3              |
| Asia Muhammad María Sánchez       | 185     | 4              |

## Campeonas

### Individual femenino
Annika Beck venció a  Jeļena Ostapenko por 6-2, 6-2

### Dobles femenino
Barbora Krejčíková /  An-Sophie Mestach vencieron a  María Irigoyen /  Paula Kania por 4-6, 6-3, [12-10]